# Parotis pusillalis
Parotis pusillalis là một loài bướm đêm trong họ Crambidae.